# 人康親王
人康親王（さねやすしんのう）は、仁明天皇の第四皇子。光孝天皇の同母弟。官位は四品・弾正尹。山科宮と号す。当道の祖神。

## 経歴
承和12年（845年）元服。承和15年（848年）四品に叙せられ、翌嘉祥2年（849年）上総太守に任ぜられる。文徳朝では、仁寿2年（852年）弾正尹に転任し、斉衡4年（857年）常陸太守を兼ねた。
清和朝に入ると、貞観元年（859年）に病気を理由に出家して、法性と号した（最終官位は四品守弾正尹兼行常陸太守）。少年の頃より大乗道に帰依したいとの意志を持っていたという。出家後は諸羽山の麓、現在の京都府京都市山科区四ノ宮に山荘を造営して隠棲し、山科宮と称した。この山荘は川を走らせ滝を造るなど趣深く造られていたという。なお、四ノ宮の地名も親王が仁明天皇の第四皇子であった事に因むとする説がある。
貞観6年（864年）人康親王家が朝廷より借用していた、絹130疋・綿300屯・調布400端・銭3300貫文の返済が勅により免除されている。貞観14年（872年）5月5日薨去。享年42。

## 当道の祖
当道において、親王は琵琶の名手で、隠棲理由の病気は両目を患った事を意味するとされる。江戸時代には座頭・琵琶法師等の祖とされた。当時検校の位にある琵琶法師が毎年当地に集まり琵琶を演奏し親王の霊を慰めた。

## 史跡

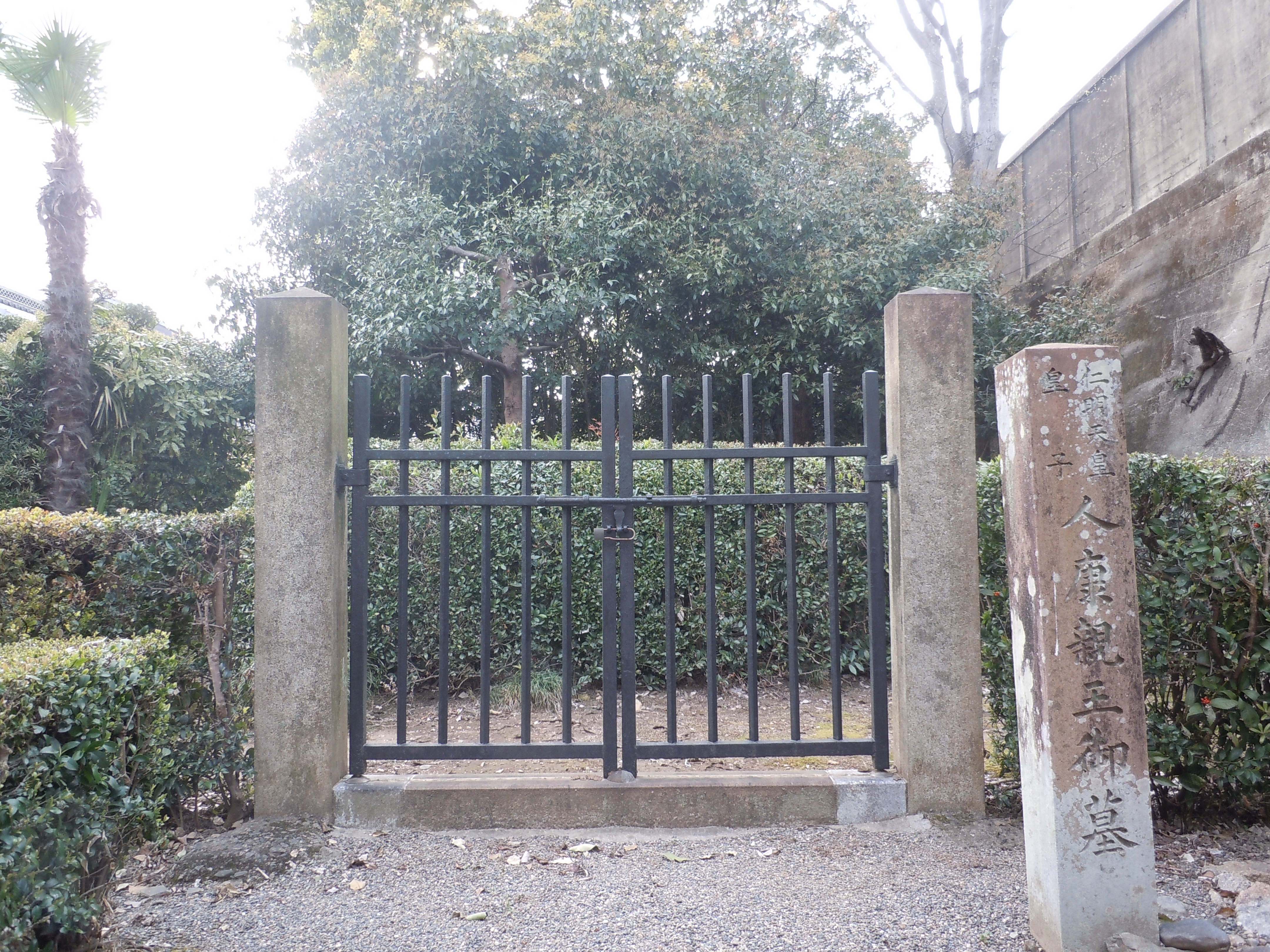
人康親王宮内庁墓

山科区四ノ宮には人康親王に纏わる史跡が残っている。柳山町の諸羽神社の境内には、親王の山荘跡とされる場所があり、石碑が設けられている。泉水町の十禅寺の東北隅には墓が、四宮地蔵の脇には「人康親王蝉丸供養塔」と書かれた石碑が建っている。

## 官歴
『六国史』による。
- 承和4年（837年） 6月16日：賜山城国葛野郡空閑地1町
- 承和12年（845年） 2月16日：元服
- 承和15年（848年） 正月7日：四品
- 嘉祥2年（849年） 閏12月9日：上総太守
- 嘉祥3年（850年） 5月17日：上総太守
- 仁寿2年（852年） 日付不詳：弾正尹
- 斉衡4年（857年） 日付不詳：兼常陸太守
- 貞観元年（859年） 5月7日：出家（四品守弾正尹兼行常陸太守）
- 貞観14年（872年） 5月5日：薨去

## 系譜
『尊卑分脈』による。
- 父：仁明天皇
- 母：藤原沢子（藤原総継の娘） - 贈皇太后
- 生母不詳の子女
  - 男子：源興基（845-891）
  - 男子：源興範
  - 男子：源興扶（?-884）
  - 女子：藤原基経室
  - 女子：平惟範室